# Глобинська міська територіальна громада
Глобинська міська територіальна громада — територіальна громада в Україні, у Кременчуцькому районі Полтавської області. Адміністративний центр — місто Глобине. Громада базується на частині території колишнього Глобинського району Полтавської області.
Утворена 13 серпня 2015 року шляхом об'єднання Глобинської міської ради, Бабичівської, Борисівської, Жуківської, Опришківської
і Пирогівської сільрад Глобинського району.
Площа громади — 1197,727 км², населення — 25 747 мешканців (2020).

## Географія та природа

### Розташування
Глобинська міська територіальна громада розташована в межах Придніпровської низовини, Лівобережно-Дніпровської зони лісостепу. Площа громади становиить 1197,727 км². Її територія межує з Градизькою, Семенівською, Піщанською, Омельницькою, Новогалещинською, Козельщинською, Решетилівською, Білоцерківською, Великобагачанською територіальними громадами Полтавської області.
До складу громади входить 65 населених пунктів: місто Глобине та 64 села.
Відстань від центру громади, міста Глобине, до обласного центру, Полтави, становить 123 км, до найближчих міст обласного значення: Кременчук — 45 км, Горішні Плавні — 55 км.

### Водотоки та водойми
По території громади протікають 4 малі річки: Сухий Омельничок, Сухий Кагамлик, Хорол та Псел. Сухий Омельничок та Сухий Кагамлик перериваються болотами та ставками. На стадії пересихання знаходиться річка Хорол.

### Лісові ресурси
На території громади є ліси (поблизу сіл Манжелія, Ламане, Федорівка, Іванове Селище, Радалівка), невеликі переліски та полезахисні лісосмуги.

### Природно-заповідний фонд
На території громади розташовані 6 заказників місцевого значення: гідрологічний заказник «Гирло Хоролу» (с. Попівка), ботанічні заказники «Кут» (с. Попівка), «Глибочанський» (с. Глибоке), «Манжеліївський» (с. Манжелія), ландшафтні заказники «Заможненський» (с. Заможне) і «Псільський» (між селами Заможне та Манжелія).
Одним із природоохоронних об'єктів на території громади є Устимівський дендрологічний парк, який має загальнодержавне значення. На території парку загальною площею всього 8,9 га зростає понад 12 тисяч дерев і кущів.

### Корисні копалини
На території громади видобувається глина (обсяги не вивчені).

## Населені пункти
До складу громади входять 1 місто (Глобине) і 64 села: Бабичівка, Багни, Балабушині Верби, Битакове Озеро, Бориси, Великі Кринки, Весела Долина, Вітки, Глибоке, Глушкове Друге, Гуляйполе, Демидівка, Демченки, Жорняки, Жуки, Заможне, Зарічне, Землянки, Зубані, Іванове Селище, Ковнірівщина, Коломицівка, Кордубанове, Корещина, Куп'євате, Ламане, Лоза, Лубенщина, Лукашівка, Майданівка, Малинівка, Манжелія, Манилівське, Мар'їне, Махнівка, Набережне, Новий Виселок, Новобудова, Новодорожнє, Новоселівка, Обознівка, Опришки, Павлівка, Пироги, Петрівка, Попівка, Пузикове, Пустовійтове, Радалівка, Романівка, Руда, Семимогили, Сиротенки, Сіренки, Старий Хутір, Степове, Троїцьке, Турбаї, Устимівка, Федорівка, Черевані, Шевченки, Шепелівка, Яроші.
Найбільшим населеним пунктом громади є місто Глобине, де проживає 9,3 тис. осіб. Села з найбільшою кількістю мешканців: Великі Кринки — 1776 осіб, Пустовійтове — 875 осіб, Манжелія — 787 осіб, Весела Долина — 631 особа, Пироги — 594 особи.

## Економіка
На території громади функціонує 49 сільськогосподарських підприємств та понад 150 фермерських господарств. Галузі виробництва: рослинництво (зернові, кукурудза, соя, цукровий буряк тощо) й тваринництво (в невеликих обсягах). Загальна площа земель, що обробляються, становить 50566,4 гектари; понад 1200 одноосібників, близько 12 тис. домогосподарств мають присадибні ділянки.
До великих промислових підприємств громади належать: ПП «Райагробуд»; ТОВ «Глобинський маслосирзавод»; ТОВ «Глобинський м'ясокомбінат»; ВП «Глобинський цукровий завод» ТОВ «Цукорагроком»; ПАТ «Полтавське хлібоприймальне підприємство»; філія «Глобинська» ТОВ СП «Нібулон».

## Інфраструктура

### Охорона здоров'я
На території Глобинської міської територіальної громади функціонує 1 лікарня, 7 амбулаторій загальної практики сімейної медицини та 29 сільських ФАПів. Населення громади обслуговує 16 сімейних лікарів.

### Транспорт
Глобинська міська територіальна громада має розвинену дорожньо-транспортну інфраструктуру з розгалуженою мережею доріг місцевого значення. Протяжність доріг на території громади становить: державні дороги — 26,7 км; обласні — 198,284 км, районні — 95,9 км; в межах населених пунктів — 323,775 км.
Територією громади пролягають 3 дороги територіального значення: Т 1716; Т 1721; Т 1717.
Діють 3 міських автобусних маршрути, 9 маршрутів приміського сполучення та 17 міжміських маршрутів.
Територією громади також проходить залізнична колія дільниці Кременчук—Ромодан Південної залізниці, на якій розташовані залізнична станція Глобине, платформи Черевані та Устинівка.

## Освіта
Загальна середня освіта громади представлена 25 освітніми закладами, де навчається 2784 дитини (на 2020 рік). Охоплення шкільною освітою в громаді складає 100 %. Діти, що проживають у віддалених населених пунктах, забезпечені автобусним перевезенням. У громаді функціонує 13 дошкільних навчальних закладів та 5 навчально-виховних комплексів на базі загальноосвітнього закладу.

## Культура
У громаді діють 26 будинків культури, 25 бібліотек, 2 школи мистецтв.